# Libagao
Libagao (oder auch Liwagao sowie teils Liwago genannt) ist eine Insel und Bestandteil der Gruppe der Caluya-Inseln, welche sich in der philippinischen Provinz Antique befindet.

## Lage und Geographie
Die Insel ist die nördlichste der Gruppe und hat als einzigen näheren Nachbarn das Eiland Nagubat im Südwesten in einer Entfernung von ca. 5 km. Die Insel hat eine Länge von (gemessen an der Nordspitze bis zur südwestlichen Küste) ca. 1,74 km, sowie eine Maximalbreite von ca. 1,45 km gemessen an der Nordküste der Insel. Markant sticht die Landzunge im Nordosten der Insel hervor, welche ca. 750 m von der Insel abgeht und eine Breite von ca. 300 m an der dicksten Stelle aufweist. Insgesamt beträgt die Fläche der Insel 1,14 km². Diese ist mit einer Steinklippenküste umrandet und weist wie auch der östliche Teil der Insel keinen Sandstrand hervor, welcher den Rest der Insel dahingehend aber durchgehend umsäumt. Die höchste Erhebung befindet sich Osten der Insel und weist eine Höhe von bis zu 59 m auf. An der Südwestküste existiert eine kleinere Siedlung, welche auch eine Grundschule aufweist.

## Geschichte

### Disput um die territoriale Zugehörigkeit der Insel
Im November 1978 wies eine präsidentielle Proklamation von Präsident Ferdinand Marcos die Insel als Teil der Gemeinde Bulalacao in der Provinz Oriental Mindoro aus, welche dort zum Barangay Maasin dazugezählt wird. Der Provinzvorstand versuchte die Angelegenheit mit der Provinz Antique zu klären, woran diese jedoch kein Interesse zeigte. Schließlich reichten Beamte von Oriental Mindoro im August 2012 eine Sammlung von eidesstattlichen Erklärungen der Einwohner ein, die den Wunsch äußerten, der Gerichtsbarkeit dieser Provinz zugehörig zu sein.
Ungefähr gleichzeitig reichte auch Oscar Lim, seines Zeichens ehemaliger Bürgermeister von Caluya, eine eidesstattliche Erklärung ein, laut derer er 1978 oder 1979 eine Abmachung mit dem damaligen Bürgermeister von Bulalacao, Dolores Bago, getroffen habe, durch die die Insel an seine Gemeinde verliehen wurde. Dabei sagte er auch aus, dass diese Leihe mit dem Amtsantritt von Bagos Nachfolger Guillermo Salas beendet wurde. Eine weitere Resolution drückt dabei aber auch die Position der Provinz Antique aus, welche die Insel und deren Population als Teil der Gemeinde Caluya und des Barangay Sibolo sieht. So belegte diese dies auch mit Wählerregistern, welche die Einwohner der Insel beinhalten.
Im August 2019 entschied ein Regionalgericht in Roxas darüber, dass die Insel territorial, politisch und administrativ zu Bulalacao gehört.

### Ölpest
Im März 2023 entwich durch ein Leck auf dem Öltanker Princess Empress eine unbekannte Menge Öl, die Gesamtladung des Tankers betrug 800.000 Liter. Teile davon erreichten auf einem Streifen von 2 km auch die Küste der Insel.